# 240 v.Chr.
Het jaar 240 v.Chr. is een jaartal volgens de christelijke jaartelling.

## Gebeurtenissen

### Italië
- De Latijnse dichter Livius Andronicus vertaalt de Griekse tragedie Achilles, in het oeroude Latijn (in oorsprong Indo-Europese) versmaat.

### Egypte
- Na het overlijden van zijn leermeester Callimachus wordt Eratosthenes aangesteld als hoofdbibliothecaris van Alexandrië. Hij wordt ook de mentor voor de Egyptische kroonprins, de latere Ptolemaeus IV.[1]

### Carthago
- Het Carthaagse huurlingenleger (20.000 man) komt bij Carthago in opstand. Dit vanwege achterstallig soldij van Hanno de Grote en ontevredenheid over de nederlaag op Sicilië.

### Griekenland
- Leonidas II keert terug naar Sparta en wordt als koning in ere hersteld. Zijn schoonzoon Cleombrotus II vlucht naar Egypte.
- Agis IV wordt door de eforen ter dood veroordeeld en in het openbaar gewurgd, zijn weduwe Agiatis wordt gedwongen met Cleomenes III van Sparta te trouwen.

### Europa
- Koning Fulgenius (240 - 234 v.Chr.) volgt zijn vader Cherin op als heerser van Brittannië.

### China
- Qin Shi Huangdi ontdekt een seksschandaal in het paleis van Xianyang, zijn moeder Zhao Ji heeft een relatie met de eunuch Lao Ai. Hij laat hem in het openbaar executeren en hun twee buitenechtelijke zoons onthoofden. Zhao Ji wordt verbannen en zal haar zoon nooit meer terugzien.

## Geboren
- Diogenes van Babylon (~240 v.Chr. - ~150 v.Chr.), Grieks filosoof

## Overleden
- Agis IV (~265 v.Chr. - ~240 v.Chr.), koning van Sparta (25)
- Arkesilaos (~315 v.Chr. - ~240 v.Chr.), Grieks filosoof (75)
- Callimachus van Cyrene (~310 v.Chr. - ~240 v.Chr.), Grieks dichter en letterkundige (70)
- Posidippus van Pella (~310 v.Chr. - ~240 v.Chr.), Grieks dichter (70)